# Botryodiplodina mori
Botryodiplodina mori är en svampart som beskrevs av Dias & Sousa da Câmara 1954. Botryodiplodina mori ingår i släktet Botryodiplodina, divisionen sporsäcksvampar och riket svampar.   Inga underarter finns listade i Catalogue of Life.